# Leioproctus pekanui
Leioproctus pekanui är en biart som beskrevs av Donovan 2007. Leioproctus pekanui ingår i släktet Leioproctus och familjen korttungebin. Inga underarter finns listade i Catalogue of Life.